# Charles (ur. 1968)
Charles, właśc. Charles Fabian Figueiredo Santos lub Charles Baiano (ur. 12 kwietnia 1968 w Salvadorze) – piłkarz brazylijski, występujący na pozycji napastnika.

## Kariera klubowa
Karierę piłkarską Charles zaczął w klubie EC Bahia w 1988 roku. W lidze brazylijskiej zadebiutował 27 listopada 1988 w wygranym 2-0 meczu z SC Corinthians Paulista, w którym strzelił bramkę. Z Bahią zdobył mistrzostwo Brazylii 1988 oraz tytuł króla strzelców ligi brazylijskiej w 1990 roku. W 1991 roku Charles przeszedł do Cruzeiro EC.
W 1993 roku był zawodnikiem Boca Juniors. Po powrocie do Brazylii Charles został zawodnikiem Grêmio Porto Alegre. W 1994 roku przeszedł do CR Flamengo. Z Flamengo zdobył mistrzostwo stanu Rio de Janeiro – Campeonato Carioca oraz tytuł króla strzelców tych rozgrywek w 1994 roku. W następnym roku powrócił do Bahii. W Bahii 20 listopada 1996 w wyggranym 3-2 meczu z CR Vasco da Gama Charles po raz ostatni wystąpił w lidze brazylijskiej. Jego bilans w lidze to 43 bramki w 104 meczach.
W późniejszych latach występował w klubach z niższych lig. Karierę zakończył w Camaçari FC w 2000 roku.

## Kariera reprezentacyjna
W reprezentacji Brazylii Charles zadebiutował 10 maja 1989 w wygrananym 4-0 towarzyskim meczu z reprezentacją Peru. Był to udany debiut, gdyż Charles strzelił 2 bramki. W tym samym roku uczestniczył w Copa América 1989, którą Brazylia wygrała. Charles na turnieju był rezerwowym i nie wystąpił w żadnym meczu. Ostatni raz w reprezentacji Charles wystąpił 10 grudnia 1991 w wygranym 2-1 towarzyskim meczu z reprezentacją Czechosłowacji. Ogółem w reprezentacji wystąpił w 9 meczach i strzelił 3 bramki.

## Kariera trenerska
Po zakończeniu kariery piłkarskiej Charles został trenerem. W 2006 roku prowadził Bahię Salvador, w 2007 roku Votoraty Votaratim, a w 2008 Icasę i Camaçari.